# مهدی ملک‌زاده
مهدی ملک‌زاده (زاده ۱۲۶۰ در اصفهان – درگذشته ۱۳۳۴) پزشک و مورخ ایرانی، فرزند ملک‌المتکلمین، نویسنده کتاب تاریخ انقلاب مشروطیت ایران و نماینده مجلس شورای ملی بود.

## زندگی
مهدی ملک‌زاده در سال ۱۲۶۰ در اصفهان و در خانواده ای روحانی متولد شد. پدرش حاج میرزا نصرالله ملک‌المتکلمین از خطبای مشهور و فعالان دوره مشروطیت و بنیان‌گذاران مدارس جدید در ایران بود که پس از به توپ بسته شدن مجلس شورای ملی در باغ‌شاه در مقابل محمدعلی‌شاه به قتل رسید. ملک‌زاده در مدارس جدیده تهران و دارالفنون درس خواند و در نوزده سالگی راهی بیروت شد. از آنجا به پاریس رفت و تحصیلات پزشکی را به پایان رساند. هم‌زمان با انقلاب مشروطه به ایران آمد و در زمره آزادیخواهان قرار گرفت.
ملک‌زاده به طبابت و تدریس در مدرسه طب در رشته کالبدشناسی (آناتومی) مشغول شد و در سال ۱۳۰۷ به نمایندگی بم در دوره هفتم مجلس شورای ملی انتخاب شد. او تا دوره چهاردهم این کرسی را حفظ کرد. با گشایش نخستین دوره مجلس سنا در سال ۱۳۲۸ به نمایندگی این مجلس از تهران انتخاب شد.
مهدی ملک‌زاده از پیروان آیین بیانی و داماد سلیمان خان میکده بود.

## انجمن باغ میکده
ملک‌زاده فهرستی از اعضای انجمن باغ میکده را که سلیمان خان میکده به او داده بود، در کتاب زندگانی ملک‌المتکلمین آورده، نگاشتن مقالات بی امضاء در خصوص فایده‌های مشروطیت، سیر دادن سید محمد طباطبایی و سید عبدالله بهبهانی به مخالفت با حکومت و … را به اعضای این انجمن نسبت داده‌است. او در کتاب تاریخ انقلاب مشروطیت ایران، این انجمن را به شکلی تفصیلی شرح داده و تعداد بیشتری از اعضای آن را یاد کرده، آن گروه را هستهٔ انقلاب مشروطیت نامیده و اعمال زیر را به ایشان نسبت داده‌است:
- فرستاده شدن سید اسدالله خرقانی به نجف برای ورود ملا محمدکاظم خراسانی در مشروطیت[۷]
- ایجاد اتحاد و همقدمی میان سید محمد طباطبایی و سید عبدالله بهبهانی[۸]
- حرکت دادن تاجران تهران به سمت مخالفت با دولت و در نهایت تحصن در حرم عبدالعظیم (مهاجرت صغری)[۹]
- تماس با روحانیون مخالف[۱۰]
- دخالت در پیوستن پسر بزرگ شیخ فضل‌الله نوری به متحصنان شهر ری[۱۱]
- رساندن نامه‌های تهدیدآمیز به مظفرالدین شاه[۱۲]
- شرح حکومت قانون و نتیجه حاصل از مجلس مؤسسان برای متحصنان شهرری[۱۳]
- نقش اساسی در تأسیس عدالتخانه[۱۴][۱۵][۱۶]
- کمک مالی به مخالفان دولت[۱۷]